# 我妻子的一切
《我妻子的一切》（韓語：내 아내의 모든 것）是一部2012年上映的韓國愛情喜劇電影，簡略帶過主角邂逅及相戀橋段，講述不敢把離婚說出口的丈夫為了與妻子分手，委託花花公子勾引妻子的故事。

## 劇情介紹
靜仁美麗可愛，又擁有一手好廚藝，在別人的眼中是個接近完美的理想妻子，但丈夫斗賢卻完全不這麼認為。由於妻子的強勢和刁蠻，斗賢已經接近崩潰的邊緣，時常想著要離婚，可是每當下定決心，馬上就會被妻子的囂張氣焰所威懾，只能繼續忍辱偷生。不敢當面挑戰妻子權威的斗賢為了早日脫離婚姻枷鎖，找到花花公子成基來勾引自家河東獅出軌，幫助自己擺脫這段悲慘的婚姻……

## 演員陣容
- 林秀晶 飾 延靜仁（粵語配音：鄭麗麗）
- 李善均 飾 李斗賢（粵語配音：李鎮然）
- 柳承龍 飾 張成基（粵語配音：陳欣）
- 李光洙 飾 崔PD（粵語配音：周倚天）
- 金智英 飾 宋編輯（粵語配音：許盈）
- 李聖旻 飾 羅理事（粵語配音：潘文柏）
- 金正泰 飾 朴廣植（粵語配音：劉昭文）

## 獲獎
- 2012年 第33屆青龍電影獎
  - 女主角獎：林秀晶
  - 男配角獎：柳承龍

## 外部連結
- 豆瓣电影上《我妻子的一切》的資料 （简体中文）
- NAVER電影 （页面存档备份，存于）
- KBS WORLD影像檔案 （页面存档备份，存于）（中文）
- 互联网电影数据库（IMDb）上《家有刁妻》的资料（英文）